# Південна армія
Південна армія (рос. Южная армия) — оперативно-стратегічне антибільшовицьке об'єднання військ білого руху на території Всевеликого Війська Донського, що існувало влітку-восени 1918 року. Брала участь у бойових діях проти більшовиків. Південна армія формувалася за підтримки Всевеликого Війська Донського та Української Держави гетьмана Павла Скоропадського. Пізніше входила до складу Особливої Південної армії як Воронезький корпус, а потім була розформована, а підрозділи включені до складу Збройних Сил Півдня Росії. Формування Південної армії відбувалося водночас із Астраханською та Російською народною арміями.

## Формування
Влітку 1918 року в Києві почалося формування нових збройних формувань білогвардійського руху. Процес відбувався за підтримки уряду Української Держави та безпосередньо гетьмана Павла Скоропадського. Вагомий внесок у формування Південної армії вніс союз «Наша Батьківщина» на чолі з Михайлом Акацатовим та Георгієм Лейхтенберзьким. Пункти вербування солдатів існували в Києві, Харкові, Житомирі, Катеринославі (нині — Дніпро), Пскові, Могильові. Вербували зазвичай колишніх офіцерів та інших військовослужбовців Російської імператорської армії, які підтримували ідею російського монархізму, на добровільних основах. Участь у формуванні Південної армії брало і Всевелике Військо Донське та особисто його отаман Петро Краснов, який виділив для цього південь Воронізької губернії. Гетьман Павло Скоропадський передав до складу Південної армії 4-ту піхотну дивізію в складі 13-го піхотного Білозерського та 14-го піхотного Олонецького полків і виділив на її потреби 4,5 млн рублів.
Спочатку Південною армією керував Костянтин Шильхбад, а після її переходу в особисте підпорядкування генералові Петрові Краснову — Микола Іванов, колишній командувач армій Південно-Західного фронту.
Під час свого візиту до Німеччини у вересні 1918 року Павло Скоропадський отримав від німецьких генералів Пауля фон Гінденбурга та Еріха Людендорфа згоду на розміщення на території України підрозділів Південної та Астраханської армій.

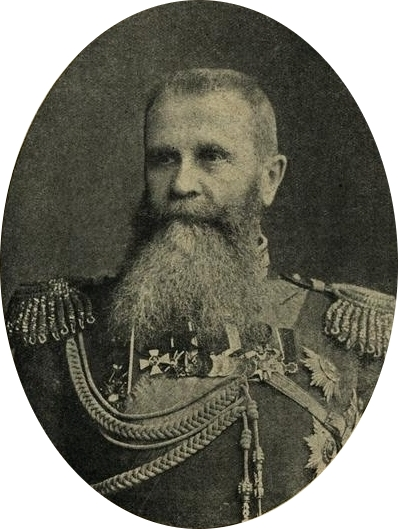
Микола Іванов
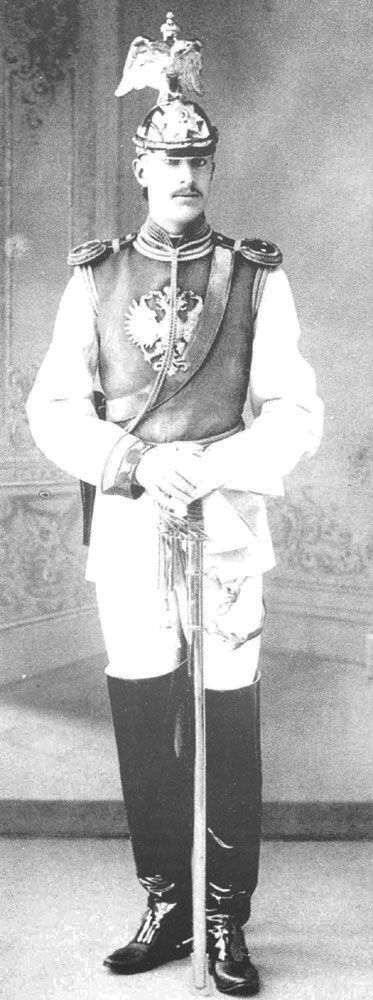
Георгій Лейхтенберзький
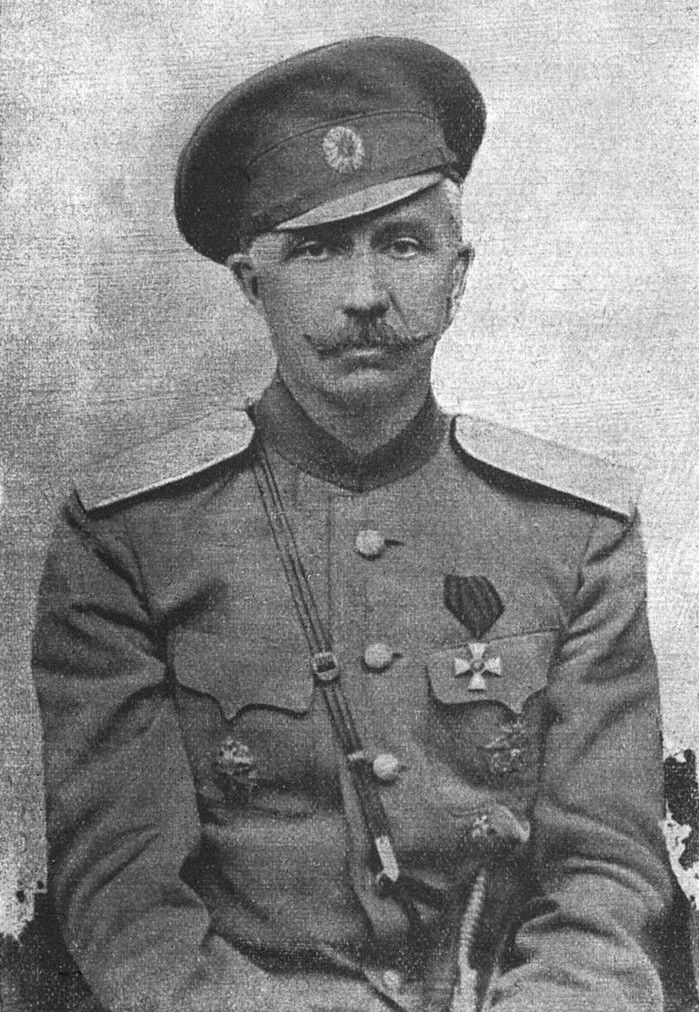
Петро Краснов
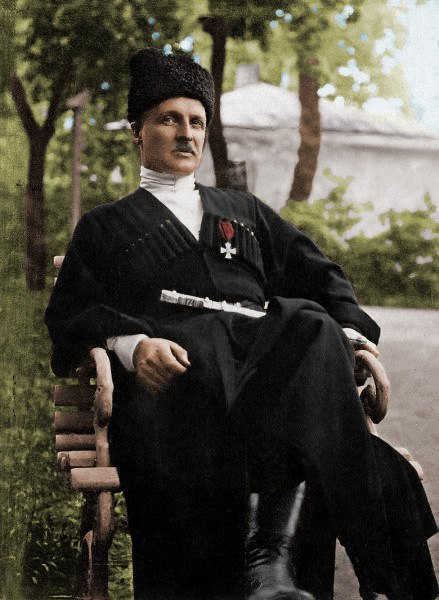
Павло Скоропадський

## Перетворення у Воронезький корпус Особливої Південної армії
30 вересня (13 жовтня) 1918 року отаман Всевеликого Війська Донського Петро Краснов видав указ, згідно з яким було розпочато формування Особливої Південної армії. Південна армія увійшла до її складу як Воронезький корпус.

## Входження до складуЗСПР
27 січня 1919 року генерал Микола Іванов, командувач Особливої Південної армії, помер від тифу. У зв'язку з цим було вирішено приєднати це військове формування до Збройних Сил Півдня Росії генерала Антона Денікіна. Процес приєднання розпочався у лютому і завершився у березні 1919 року. Надалі солдати колишньої Південної армії воювали в складі ЗСПР, більшість — в 6-й піхотній дивізії.

## Чисельність
Станом на осінь 1918 року Південна армія нараховувала 3,5 тис. багнетів та шабель, що перебували на фронті. Загальна чисельність армії — 20 тисяч осіб. З них 16 тисяч були завербовані в Україні, ще 4 тисячі — за підтримки отамана Краснова.